# Filmstaden (Mäster Samuelsgatan)

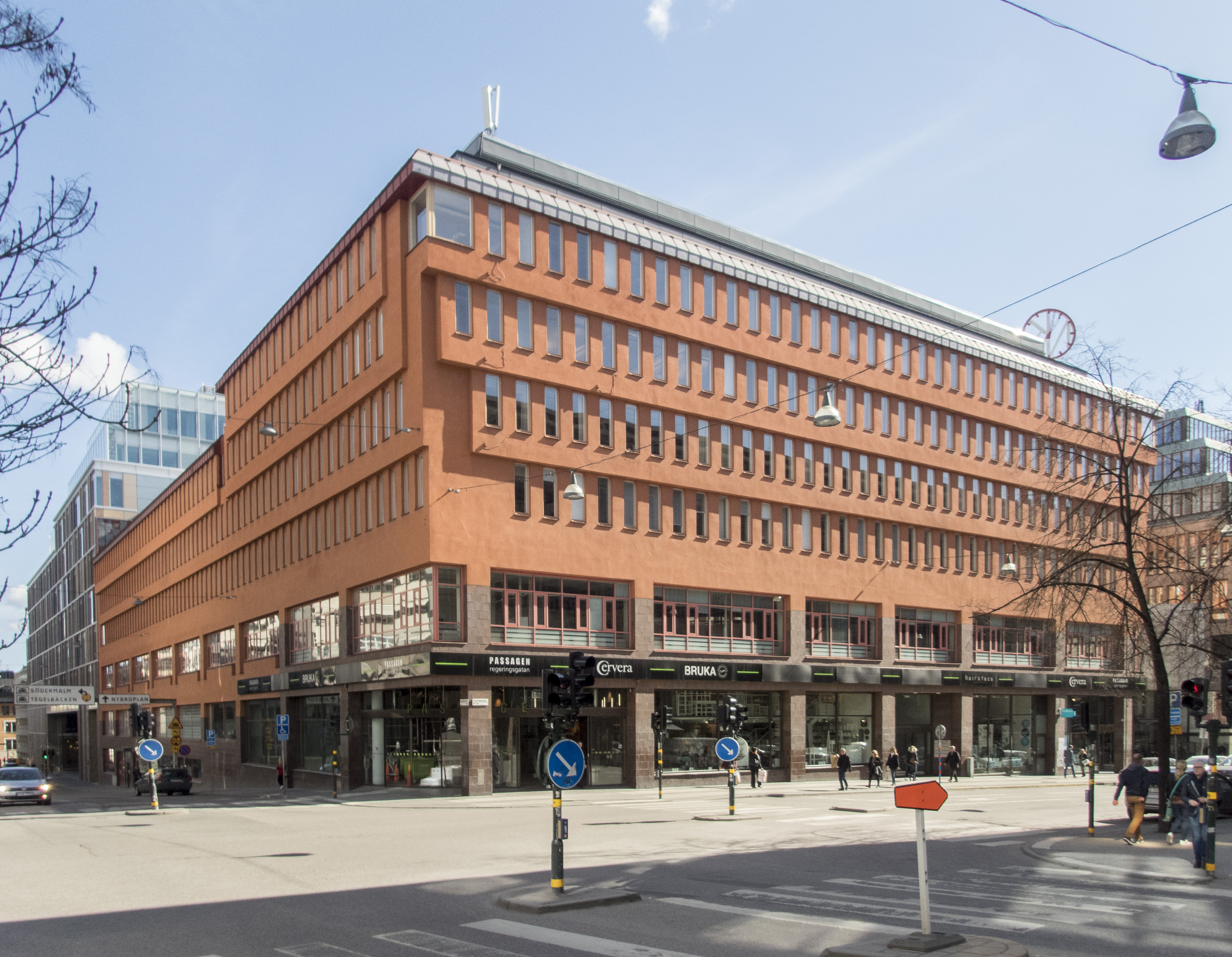
Passagenhuset (Hästen 21), bild från 2019.

Filmstaden i hörnet av Mäster Samuelsgatan och Regeringsgatan på Norrmalm i Stockholm, är en nedlagd biograf som var i drift mellan 1980 och 1996.

## Bakgrund
Filmstaden var den första flersalongsbiografen som Svensk Filmindustris dåvarande biografkedja SF Bio startade. Filmstaden var belägen i Passagenhuset (Hästen 21) i kvarteret Hästen, och öppnade som ett direkt svar på den nya flersalongsbiografen 7 Rigoletto, som Ri-Teatrarna hade öppnat något tidigare. Namnet Filmstaden hämtades från filmstudioanläggningen Filmstaden i Solna, strax norr om Stockholm.
Filmstaden hade från öppnandet 15 februari 1980 elva salonger i två plan, varav salongerna 1 och 2 ägdes av Sandrew Film & Teater AB och salongerna 6 och 7 av Svenska Filminstitutet. Från och med 1985 tillkom ytterligare fyra salonger på det övre planet. 
SF:s konkurrent Sandrews öppnade 1991 sin helt egna flersalongsbiograf, Biopalatset i Söderhallarna vid Medborgarplatsen, i lokaler som SF själva tackat nej till och dubblade sin marknadsandel i Stockholm.
Biografen stängde snart efter att Filmstaden Sergel, som ligger ett par kvarter åt väster, vid Hötorget, togs i bruk 2 november 1995. Den sista föreställningen på Filmstaden visades den 7 januari 1996.
Hösten 1997 öppnade Systembolaget sin flaggskeppsbutik i den tidigare Filmstadens lokaler, med alla spår av biografen bortsopade.